# Lista prezydentów Tunezji
| #                                 | Imię i nazwisko                                               | Portret | Objął urząd          | Zdał urząd           | Partia polityczna                     |
| --------------------------------- | ------------------------------------------------------------- | ------- | -------------------- | -------------------- | ------------------------------------- |
| Prezydenci Republiki Tunezyjskiej |                                                               |         |                      |                      |                                       |
| 1                                 | Habib Burgiba حبيب بورقيبة (1903–2000)                        |         | 25 lipca 1957        | 7 listopada 1987     | Neo-Dustur (przed 1964) PSD (od 1964) |
| 2                                 | Zajn al-Abidin ibn Ali زين العابدين بن علي (1936–2019)        |         | 7 listopada 1987     | 14 stycznia 2011     | PSD (przed 1988) RCD (od 1988)        |
| –                                 | Muhammad al-Ghannuszi محمد الغنوشي pełniący obowiązki (1941–) |         | 14 stycznia 2011     | 15 stycznia 2011     | RCD                                   |
| –                                 | Fu’ad al-Mubazza فؤاد المبزع pełniący obowiązki (1933–2025)   |         | 15 stycznia 2011     | 13 grudnia 2011      | bezpartyjny                           |
| 3                                 | Al-Munsif al-Marzuki المنصف المرزوقي (1945–)                  |         | 13 grudnia 2011      | 31 grudnia 2014      | Kongres Republiki                     |
| 4                                 | Al-Badżi Ka’id as-Sibsi الباجي قائد السبسي (1926–2019)        |         | 31 grudnia 2014      | 25 lipca 2019        | Wezwanie Tunezji                      |
| –                                 | Muhammad an-Nasir محمد الناصر pełniący obowiązki (1934–)      |         | 25 lipca 2019        | 23 października 2019 | Wezwanie Tunezji                      |
| 5                                 | Kajs Su’ajjid قيس سعيد (1958–)                                |         | 23 października 2019 | nadal urzęduje       | bezpartyjny                           |